# Поволжие
Поволжие, срещано рядко и като Поволожие (на руски: Пово́лжье), е географска територия край средното и долно течение на река Волга.
Поволжието в сегашното административно деление на Русия се припокрива с Приволжки федерален окръг и с Приволжки икономически район.